# Хромис Марлиера
Сетчатый юлидохромис, или хромис Марлиера, или юлидохромис (лат. Julidochromis marlieri) — вид цихлид, эндемик озера Танганьика.

## Описание
Длина рыбы составляет примерно 15 см. Половой диморфизм не выражен. Половой орган у самца заострённый, в то время как у самки он закруглённый. Кроме того, у половозрелых самцов на голове жировой горб.

## Распространение
Хромис Марлиера населяет скалистое побережье на северо-западной стороне озера Танганьика. Температура воды составляет 24–26° C, pH — 7,5–8,0).

## Питание
Рыба питается мелкими ракообразными, личинками насекомых, мелкими улитками и другими водными животными.

## Размножение
Самка кладёт примерно 300 яиц в пещеру, после чего по прошествии трёхдневного инкубационного периода появляются мальки. Они долгое время держатся вблизи нерестилища. Возможны гибриды между видами Julidochromis marlieri и Julidochromis ornatus, которые остаются бесплодными. Гибриды внешне напоминают вид Julidochromis transcriptus.

## Содержание
Хромис Марлиера содержится как декоративная рыбка. Необходимо принять во внимание, чтобы в наличии имелось достаточно места (примерно 100—200 л для одной пары). Кроме того, рыба агрессивна по отношению как к другим, так и к собственному виду, поэтому она не должна содержаться в общем аквариуме.